# فرودگاه کبلا
فرودگاه کبلا (به انگلیسی: Kabala Airport) یک فرودگاه با کد یاتا KBA است . این فرودگاه در کشور سیرالئون قرار دارد .